# Peeter Gevaertsz
Peeter Gevaertsz was een drukker van Antwerpse afkomst die actief was in de periode 1587-1604. Gevaertsz is ook te vinden als Ghevaerts, Gheuarts of Peter Gevaerts. Een enkele keer is hij zelfs Pieter Ghevaerts genoemd. Hij is twee keer getrouwd geweest, met Lijsbet Jans en Maritje Dierics.

## Leven en werk
De eerst bekende werken van Gevaertsz komen uit de jaren 1580 en zijn gedrukt te Woerden. Vermoedelijk is Gevaertsz met de val van Antwerpen in 1585 naar Nederland gevlucht en strandde in Woerden. Zijn religieuze opvatting zal dan ook Luthers of Calvinistisch geweest zijn. Dit is ook enigszins terug te vinden in het werk dat hij heeft gedrukt.
In 1594 was Peeter Gevaerts als drukkersgezel in de leer bij Ellert de Veer. Hierna ging hij als zelfstandige te werk in Woerden, Gouda, Amsterdam en Breda. Van 1587 tot 1588 was hij actief in Woerden, waar hij onder andere Sommighe oude ende nieuwe prognosticatien ende vermaninghe en Het christendom, oft die punte der godtsalicheyt drukte. In 1591 drukte hij in Gouda Cort verhaal van sommighe heerlijcke victorien die den coninck van Vrancrijck ghehadt heeft. In 1597 nam Gevaertsz de drukkerij van Ellert de Veer (overleden in 1599). Tussen 1597-1602 was hij werkzaam in Amsterdam, eerst aan ‘t Lijnbaens pat en daarna buyten de Overtoms Poort, met als tekst op zijn uithangbord in den Rooden leeuw.
In 1602 trouwde hij met Maritje Dierics waarna hij ook uit Amsterdam vertrok. Van 1602 tot 1604 woonde hij in Breda op de Veemarckt en was daar de stadsdrukker. Zijn uithangbord bevatte de tekst in de Dry Croonen. In Breda drukte hij onder andere Een vvonderlijcke nieuvve prophecije van de Nederlanden en Electrvm vitae. Electrum vitae gaat over een geneesmiddel, Veneetsche Driakele. Het beschrijft de werking van het middel en de toepassing op bijvoorbeeld scheurbuik, pokken, keelpijn, kinkhoest en geelzucht. In een apotheek in Breda werd het boekje meegegeven aan patiënten, wanneer zij het middel kochten. Het werk Een trouhertige vermaninge is in 1604 door Gevaertsz aan het stadsbestuur van Breda geschonken. Dit boek bevindt zich niet meer in de magistraatbibliotheek van Breda, en is vermoedelijk verloren gegaan. De notitie van dit boekje is terug te vinden in een stadsrekening van Breda uit 1604.
Hierna is hij nog langer werkzaam gebleven als drukker, maar zijn er geen werken van zijn hand bekend.

## Uitgegeven werken

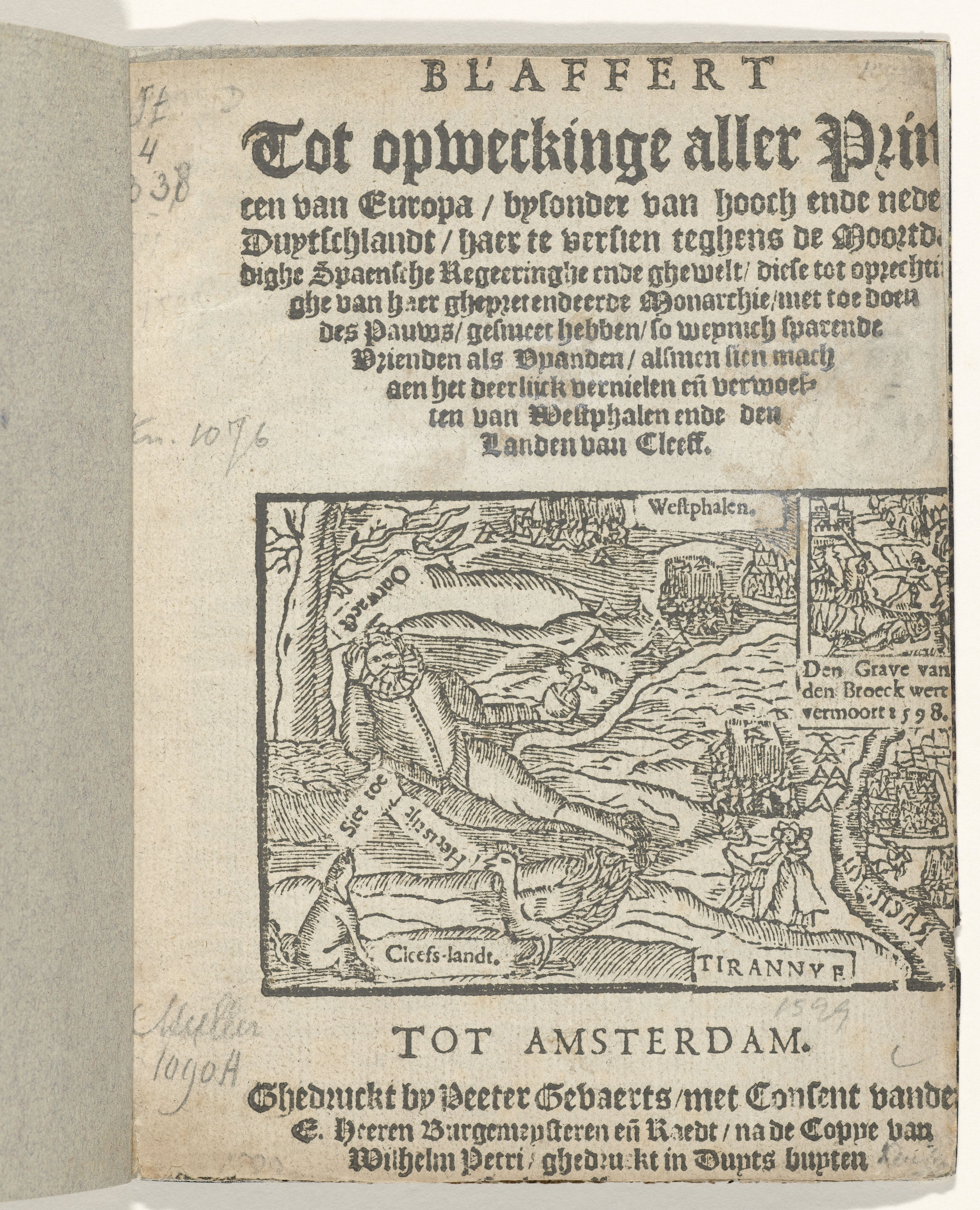
Titelpagina van het pamflet Blaffert Tot opweckinge aller Princen van Europa, bysonder van hooch ende neder Duytschlandt, haer te versien teghens de Moortdadige Spaensche Regeeringhe, 1598 (titel op object), BI-B-FM-043

Tijdens zijn leven gaf Pieter Gevaerts meerdere werken uit. Hieronder zijn zijn werken opgesomd, onderverdeeld per plaats.

### Woerden
- 1585	Articvlen, ende conditien van den tractate, aenghegaen ende ghesloten tusschen de [...] prince van Parma [...] ende de stadt van Antwerpen [...]. Den XVII. augusti, anno M.D.LXXXV
- 1587	Sommige oude ende nieuwe Prognosticatien ende Vermaninghe van dat jaer 1588, tot op het 1600 jaer
- 1588	Ioannes Ligarius, Het Christendom, of die Puncten der Godtsalicheyt

### Gouda
- 1591	Cort verhael van sommighe heerlijcke victorien die den Coninck van Vrancrijck ghehadt heeft

### Amsterdam
- 1597	Waerachtighe nieuwe tijdinghe… van die groote ende schoone Victorie… in Brabandt soo binnen Tuernout als daer omtrent
- 1597	Een jammerlijcke beshrijvinge ende geschiedenisse binnen Strale-sondt… hoe dat er aldaer bloet ende sulpher wt de locht… gheregent heeft
- 1597	Warachtighe verclaringe, hoe dat de stercke stadt Groll, door [...] het beleyt van [...] Maurits geboren prince van Orangien [...] gedwongen is haer ouer te geuen den 27. September
- 1597	Tot den Leser, Antwoorde der Edele heeren Staten aen den Ambassadeur van Polen ghegeven
- 1597	Een waerachtighe verschrickelijcke nieuwe tijdinghe van bloet ende sulpher
- 1597	Henoch Clapham, Theologicall axioms or conclvsions: pvblikly controverted, discvssed, and conclvded by that poore English congregation, in Amstelredam.
- 1597	Henoch Clapham, Bibliotheca theologica: or, A librarye theological.
- 1598	Gregorius Buchananus, Tsamenspreeckinghe vant recht der Coninghen [Verduytscht *door Ellert de Veer]
- 1598	Blaffert Tot opweckinge aller Princen van Europa, bysonder van hooch ende neder Duytschlandt, haer te versien teghens de Moortdadige Spaensche Regeeringhe
- 1599	Paulus Secondus [Griberius], Een wonderlijcke Prophecije van die Nederlanden
- 1599	Iacobus Brocardus, Prophetie. Item noch eene Prophetie van Paulus Secundus
- 1599	-----, Prophetie, enz.
- 1599	Ellert de Veer, Blaffert tot opweckinge aller Princen van Europa
- 1599	Copye eens briefs Van der Duytscher Cheur-vorsten ende Vorsten… overwinninge
- 1599	Otto Wirdtmuller, Een troostlijck Boecxken teghens alle aenvechtinghe
- 1599	Een kleyn Hant-boexcken, waerin… Proverbia, de Spreucken Salomonis, enz gedr. ten nutte en profyte van den Tuchthuyse
- 1599	John Darrell, An apologie, or defence of the possession of William Sommers, a yong[!] man of the towne of Nottingham
- 1600	Caspar Coolhaes, Grondtlicke waerheydt, op het min dan waerachtlich schrijven
- 1600	Pieter Matthijsz., Klaer bewijs tegen…, 11 redenen Jacq. Outerman
- 1602	Caspar Coolhaes, Noodtwendighe broederlijcke vernaminge aen zijnen voor (...) opt Lijnbaens Pat

### Breda
- 1604	Paulus Secundus [Paul Grebner], Een vvonderlijcke nieuvve prophecije van de Nederlanden [...] Vercondigende van vele toecomende wonderlijcke dingen, die int iaer duysent ses hondert en̄ thien geschieden sullen.
- 1604	Lucas Stas, Electrum vitae, het welcke is een schat der gesontheyt voor alle menschen te water ende te lande, een onbederffelijcke niversale medicijne ... nu constich int licht gebracht
- 1604	Een trouhertige vermaninge aen het vereenichde Nederlant om nyet te luisteren nae eenighe gestroyde vredesklancken